# Drniš
Drniš (tyska: Ternisch, italienska: Dernis) är en stad i landskapet Dalmatien i Kroatien. Staden har 7 465 invånare (2011) varav 3 136 invånare bor i centralorten. Drniš ligger i det dalmatinska inlandet i Šibenik-Knins län, halvvägs mellan Šibenik och Knin. Genom staden flyter floden Čikola.

## Orter och demografi
Till staden räknas följande 27 samhällen. Siffrorna på antalet invånare är från folkräkningen 2011:
| Samhälle       | Antal invånare |
| -------------- | -------------- |
| Badanj         | 280            |
| Biočić         | 122            |
| Bogatić        | 97             |
| Brištane       | 172            |
| Drinovci       | 160            |
| Drniš          | 3136           |
| Kadina Glavica | 215            |
| Kanjane        | 3              |
| Kaočine        | 201            |
| Karalić        | 108            |
| Ključ          | 162            |
| Kričke         | 232            |
| Lišnjak        | 2              |
| Miočić         | 70             |
| Nos Kalik      | 1              |
| Pakovo Selo    | 236            |
| Parčić         | 122            |
| Pokrovnik      | 218            |
| Radonić        | 407            |
| Sedramić       | 208            |
| Siverić        | 489            |
| Širitovci      | 188            |
| Štikovo        | 45             |
| Tepljuh        | 122            |
| Trbounje       | 214            |
| Velušić        | 91             |
| Žitnić         | 149            |

## Historia
Drniš nämns för första gången i ett dokument daterat den 8 mars 1494. Redan under 1400-talet härjades området av ständiga attacker från de framryckande osmanerna som 1522 även lyckades inta staden. 1664 intogs Drniš av republiken Venedig som redan 1670 återlämnade den till osmanerna. Osmanernas kontroll över staden blev dock kortvarig då den 1683 åter föll i venetianarnas händer. Efter republiken Venedigs upplösning 1797 tillföll staden kejsardömet Österrike. Sedan franska styrkor intagit den dalmatinska kusten hörde Drniš kortvarigt (1806-1813) till de av Napoleon upprättade illyriska provinserna. Efter Wienkongressen 1815 återföll staden formellt till österrikarna igen som kom att behålla kontrollen fram till första världskrigets slut 1918. Drniš ingick därefter i Sloveners, kroaters och serbers stat och i förlängningen delrepubliken Kroatien inom Jugoslavien. 
Under det kroatiska självständighetskriget 1991-1995 for staden illa. Den 16 september 1991 attackerades Drniš av de serbiska rebellerna som fördrev den kroatiska befolkningen. Staden inlemmades därefter i den av rebellera upprättade utbrytarstaten Serbiska republiken Krajina. I samband med den militära aktionen operation Storm i augusti 1995 återtog den kroatiska centralregeringen kontrollen över staden.

### Fotnoter
1. 1 2 3  ”Census of Population, Households and Dwellings 2011, First Results by Settlements” (på engelska och kroatiska) ( PDF). Kroatiska statistiska centralbyrån. Arkiverad från originalet den 19 augusti 2014. https://web.archive.org/web/20140819030849/http://www.dzs.hr/Hrv_Eng/publication/2011/SI-1441.pdf. Läst 26 oktober 2013.
2. ↑  Tportal.hr (kroatiska)
3. ↑  Drnišs officiella webbplats Arkiverad 3 augusti 2009 hämtat från the Wayback Machine. (kroatiska)